# Renqiu (meteoryt)
Renqiu – meteoryt kamienny należący do chondrytów oliwinowo-hiperstenowych L 6, spadły 23 marca 1916 roku o godzinie 16.00 w chińskiej prowincji Hebei, w pobliżu miejscowości Renqiu. Z miejsca upadku meteorytu pozyskano pojedynczy okaz o masie 355 g. Meteoryt Renqiu jest pierwszym meteorytem znalezionym w prowincji Hebei.